# Falkenburg (Adelsgeschlecht)
Die Herren von Valkenburg oder Falkenburg stammten aus Voeren und Heinsberg im Großraum Aachen und waren eng verwandt mit den Herzögen von Limburg, den Grafen von Monschau, den Herren von Heinsberg und den Grafen von Leiningen-Dagsburg.
Der erste Herr von Valkenburg war ab 1075 Thibald von Voeren oder de Fouron, † 1106. Er residierte zunächst im heutigen Oud-Valkenburg, das am 15. Februar 1041 unter dem Namen Falchenberch zum ersten Mal in einer Schenkungs-Urkunde des deutschen Kaisers Heinrich III. genannt wurde. Dieser Thibald von Voeren erbaute die Höhenburg in Valkenburg, die zum Mittelpunkt der Herrschaft Valkenburg werden sollte. Durch Eheschließung erbten die Herren von Heinsberg diese Herrschaft.
Die Burg wurde 1122 zum ersten Mal zerstört, weil sich Goswin I. von Heinsberg und Valkenburg gegen den Kaiser Heinrich V. aufgelehnt hatte. Unter seinem Sohn Goswin II. wurde die Burg auf Befehl des Kaisers wieder zerstört. Goswin III. hatte eine sehr gute Beziehung zum Kaiser Friedrich Barbarossa, an dessen Hof er sich des Öfteren aufhielt.
1352 starb Jan I, der letzte Herr von Valkenburg. Es gab nur weibliche direkte Nachkommen. Daraus entstand der Valkenburgische Erbfolgestreit (1352–1364) im Wesentlichen zwischen dem Gläubiger Reinhard von Schönforst, der 1355 Valkenburg und Euskirchen an das Herzogtum Jülich verkaufte. Herzog Wilhelm von Jülich ließ 1357 die Herrschaft Valkenburg zur Grafschaft erheben. 1364 verkaufte er das Land von Valkenburg an Wenzel I. von Luxemburg, Herzog von Brabant. Es wurde dadurch eines der Lande von Übermaas.
Eine der oben genannten weiblichen direkten Nachkommen und Prätendentinnen war Elisa von Valkenburg, Nonne im  Kloster Reichenstein, wo auch ihr Bruder, Jan I, begraben liegt. Sie war von den Ereignissen so beeindruckt, dass sie das Kloster verließ und nach Valkenburg zurückkehrte in der Überzeugung, Herrin von Valkenburg zu sein. Sie lebt in der Überlieferung fort als die „Jungfrau ohne Kopf“, die nachts in ihrer Tracht der Prämonstratenserinnen über die Burg wandert, in Trauer um das verlorene Erbe.
Die Nachkommen von Reinhard von Schönforst konnten sich bis zu ihrem Aussterben 1433 in der Herrschaft Monschau halten, und Simon III. von Sponheim-Vianden konnte Sankt Vith und Bütgenbach an sich bringen.

## Bedeutende Familienmitglieder
- Engelbert II. von Falkenburg, der 56. Erzbischof von Köln (1261–1274)
- Beatrix von Falkenburg (* 1253; † 1277), Tochter Dietrichs von Falkenburg, seit 1269 dritte Frau des deutschen Königs Richard von Cornwall, deutscher König 1257–1272